# 中华海外联谊会
中华海外联谊会（英語：China Overseas Friendship Association，缩写为COFA），简称海联会，是中华人民共和国的全国性、联谊性、非营利性社会团体。

## 历史沿革
1997年5月在北京市成立。
2019年5月与中国海外交流协会合并为新的中华海外联谊会。

## 历任领导

### 第一届理事会
- 任期：1997年5月－2003年9月
- 名誉会长：费孝通、雷洁琼（女）、王光英、程思远
- 会长：王兆国
- 副会长：刘延东（女）、李德洙（朝鲜族）、郑万通、张廷翰、朱作霖、蔡子民、经叔平、彭清源、路甬祥、庄世平、李东海、何厚铧（辞职）、胡德平（增补）、朱维群（增补）
- 秘书长：覃志刚 → 楼志豪
- 副秘书长：于泽荣（免职）、王永乐（免职）、曹维新（增补）

### 第二届理事会
- 任期：2003年9月－2008年9月
- 会长：刘延东（女）
- 副会长：周铁农、李德洙（朝鲜族）、梁金泉、胡德平、郭东坡、朱维群、黄跃金、楼志豪、陈喜庆、杜宜瑾、林文漪（女）、王以铭（回族）、庄世平、李东海、霍震寰、廖泽云
- 秘书长：殷晓静

### 第三届理事会
- 任期：2008年9月－2013年10月
- 会长：杜青林 → 令计划
- 副会长：厉无畏、李德洙（朝鲜族）、杨晶（蒙古族）、朱维群、杨崇汇、全哲洙（朝鲜族）、黄跃金、楼志豪、陈喜庆、斯塔（藏族）、汪毅夫、李卓彬、谢经荣、王明明、徐展堂、廖泽云、霍震寰、李家杰、颜延龄、张裔炯（增补）、林智敏（增补）、尤兰田（增补）
- 秘书长：殷晓静 → 郑钢淼
- 副秘书长：高卫东（增补）、杨毅周（增补）

### 第四届理事会
- 任期：2013年10月－2019年5月
- 会长：令计划 → 孙春兰
- 副会长：齐续春、张裔炯、全哲洙、孟学农、陈喜庆、斯塔、林智敏、王胜洪、闫小培、吴国祯、李路、林毅夫、王明明、陈永棋、霍震寰、李家杰、林树哲、廖泽云、颜延龄、梁华、黄梅邨、梁冠军、许又声（增补）、王作安（增补）、谭天星（增补）、侍俊（增补）
- 秘书长：郑钢淼 → 刘玉江 → 王萍
- 副秘书长：仇昱

### 第五届理事会
- 任期：2019年5月－
- 会长：尤权 → 石泰峰
- 副会长：巴特尔、张裔炯、许又声、徐乐江、王作安、谭天星、侍俊、邹晓东、尹宗华、张伯军、闫小培、吴国祯、王永庆、林毅夫、霍震寰、李家杰、许荣茂、黄志祥、廖泽云、梁华、陈明金、黄梅邨、梁冠军、郭孔丰、邓柱廷、董瑞萼
- 秘书长：王萍

## 外部網站
- 官方網站（页面存档备份，存于）